# Tabanovići
Tabanovići (en serbe cyrillique : Табановићи) est un village de Serbie situé dans la municipalité de Požega, district de Zlatibor. Au recensement de 2011, il comptait 119 habitants.

## Démographie
| 1948 | 1953 | 1961 | 1971 | 1981 | 1991 | 2002 | 2011 |
| ---- | ---- | ---- | ---- | ---- | ---- | ---- | ---- |
| 266  | 243  | 207  | 200  | 143  | 132  | 137  | 119  |

|  |